# バガト・シン
バガト・シン（Bhagat Singh、1907年9月27日 - 1931年3月23日）は、インドの革命家。インド独立運動において、国民会議による非暴力の運動に対し、共産主義やアナキズムの思想を取り入れながら急進派として活動。イギリス人警察官殺害事件、デリーの中央立法議会爆弾投擲事件を主導し、投獄された。刑務所では長期間のハンガー・ストライキを行うなど、世間の注目を浴びた。特別法廷による裁判の末、死刑判決が下り23歳で処刑されるが、死後もインド国内では殉教者の一人として英雄視され続けている。

## 概要
父親が反英闘争に積極的に参加する進歩的な家庭に生まれたバガト・シンは、早くから社会主義的、反英的な新聞や機関誌で執筆活動を行いながら、そうした組織の活動に参画していた。1928年、インドの民族主義者ラーラー・ラージパト・ラーイが、デモ中に警察官からラーティ（警棒）でめった打ちにされ、その2週間後に心臓発作で死亡するという事件が起こる。ヒンドゥスターン社会主義共和国協会（HSRA）という小さな革命家グループのメンバーだったシンは報復を決意し、パンジャーブ地方のラホールで、仲間とともにイギリス人警察官ジョン・ソーンダーズを射殺した。しかし、本当のターゲットはラージパト・ラーイの暴行を主導した上級警視のジェームズ・スコットであり、これは誤認殺害であった。彼らはさらに現場から逃亡するシンたちを追いかけようとした巡査長のチャンナン・シンをも射殺した。その後シンは何ヶ月も逃亡を続けた。
1929年4月に再び姿を現した彼は、別の仲間であるバトゥケシュワル・ダットとともに、デリーの中央立法議会で2つの手製爆弾を投擲し、爆発させた。この爆弾は意図的に威力を弱めて作られており、殺傷が目的ではなかった。2人は傍聴席から下にいる議員たちにビラをまき、スローガンを叫ぶとそのまま逮捕された。この逮捕によって、ジョン・ソーンダーズ事件へのシンの関与が明るみに出た。裁判を待つ間、シンは同じく被告であったジャティン・ダースとともに、インド人囚人のための刑務所環境の改善を求めてハンガー・ストライキを行った。これによってシンは世間の共感を得たが、このストライキは1929年9月に、ダースの餓死という結末を迎える。
裁判を迅速に進めるため、インド総督のアーウィンは布告によって異例の特別法廷を設置した。通常の司法手続きは短縮され、裁判後の上訴はイギリス本国の枢密院に対してしかできないことになった。最終的にシンは、ジョン・ソーンダーズとチャンナン・シン殺害の罪で有罪判決を受け、1931年3月、23歳で絞首刑に処された。
無神論者で社会主義者だったシンは、後年になってからも、共産主義者から右派のヒンドゥー・ナショナリストまで、政治的に幅広い人々からの崇拝的な支持を勝ち得た。当時急進的な行動をとって処刑されたり無残な死を遂げたりした活動家は他にも数多くいるが、シンほど大衆の芸術や文学の中で讃えられた者はいなかった。シンはしばしばShaheed-e-Azam（ウルドゥー語、パンジャーブ語で「偉大なる殉教者」の意）と呼ばれる。

## 出生
バガト・シンは、1907年9月27日、当時のイギリス領インド、現在のパキスタン、パンジャーブ州ファイサラーバード県バンガ村で生まれた。ヴィディヤヴァティとその夫キシャン・シン・サンドゥの間に生まれた7人の子供（4男3女）のうちの2番目であった。父親と叔父のアジット・シンは、1907年の運河植民地化法案をめぐる反対運動や1914-15年のガダル運動（在外インド人を中心として始まった過激な反英闘争）に参加し、進歩的な政治活動に積極的に取り組んでいた。
シンは、バンガの村の学校に数年間通った後、ラホールのダヤーナンダ・アングロ・ヴェーディック・スクール（DAVスクール）に入学。1923年には、ラホールのナショナル・カレッジに入学した。これはイギリスのインド政府が助成する学校や大学を避けるようインド人学生に呼びかけたガンディーの非協力運動に呼応して、ラーラー・ラージパト・ラーイがその2年前に設立した学校であった。両親はシンを結婚させようとし、受験勉強をしながら連合州カウンポール（現在のウッタル・プラデーシュ州カーンプル）へ向かうことになったが、1925年には結婚を強制されないという約束でラホールに戻り、その後は生涯未婚を貫いた。

## 革命運動

### 初期の活動
早くから革命的、社会主義的、反英的な文学に興味を示していたシンは、コーンポール滞在中は「バルワント・シン（Balwant Singh）」という名で民族主義新的聞『プラタープ』に携わり、1924年には急進派のヒンドゥスターン共和国協会（HRA）に参加した。1925年にパンジャーブ州へ戻ると、イギリスによるナーバーのマハーラージャの廃位に抗議するための扇動グループに関与した罪で逮捕状が出された。彼はパンジャーブを離れてデリーに5ヶ月間滞在し、この間デリーで発行されていた『ヴィール・アルジュン（Veer Arjun）』紙に寄稿している。
再びラホールへ戻ると、労働者農民党（全インド労農党）に接触し、「ヴィドローヒ（Vidhrohi、革命家）」というペンネームで機関誌『キルティ（Kirti）』で執筆活動を行った。シンはアムリトサルで発行されるウルドゥー語やパンジャーブ語の新聞への寄稿や編集にも携わっていた。1926年3月には左翼団体、ナウジャワーン・バーラト・サバー（青年インド協会）を自ら設立し、イギリスを非難する廉価なパンフレットを発行した。
1927年5月、シンは警察に逮捕された。1926年10月にラホールで起きた爆破事件に関与したという容疑であった。逮捕から5週間後、彼は6万ルピーの保証金で釈放された。釈放後しばらくして、信仰していたシク教を放棄し、シク教徒の男性が身につける長髪とひげを切り落とした。

### ジョン・ソーンダーズ殺害事件

#### 警察によるラージパト・ラーイへの暴行と死
1928年、イギリス政府はインドの政治状況を報告するためのサイモン委員会を設置した。委員会のメンバーにインド人が含まれていなかったことから、インドの一部の政党は委員会をボイコットし、全国で抗議運動が巻き起こった。委員会は各地で反対運動に迎えられ、1928年10月にラホールを訪れた際もデモ行進が行われた。先頭に立っていたのは、国民会議派の指導者の一人、ラーラー・ラージパト・ラーイであった。警察がデモ隊を解散させようとしたところ、暴力沙汰に発展。警視のジェームズ・A・スコットは、警察にラーティ・チャージ（警棒による殴打）を命じた上、自らラーイに暴行を加えた。ラーイは負傷し、半月後の11月17日に心臓発作で死亡した。医師は、彼の死が暴行による負傷のために早まったのではないかという見解を示した。この事件は英国議会でも取り上げられたが、英国政府はラーイの死に対する関与を全面的に否定した。
ジョン・ソーンダーズ誤認殺害
シンはヒンドゥスターン共和国協会（HRA）の有力メンバーであり、1928年にヒンドゥスターン社会主義共和国協会（HSRA）に改名したのも彼の意向だったと考えられる。HSRAは、ラージパト・ラーイの死に対する報復を誓った。シンは、シヴァラム・ラージグル、スクデフ・タパル、チャンドラ・シェーカル・アーザードなどの革命家たちと共謀して、暴行を先導したスコットの殺害を試みる。しかし1928年12月17日、ラホールの地方警察本部を出ようとした警視補のジョン・P・ソーンダーズを、スコットと誤認して射殺してしまう。ソーンダーズは、バイクで警察署を出た際に、通りの反対側から射撃手のラージグルが撃った一発の銃弾を受けて倒れた。倒れたソーンダーズに、シンが至近距離から続けざまに銃弾を撃ち込んだ。検死の結果、8発の銃創があったという。

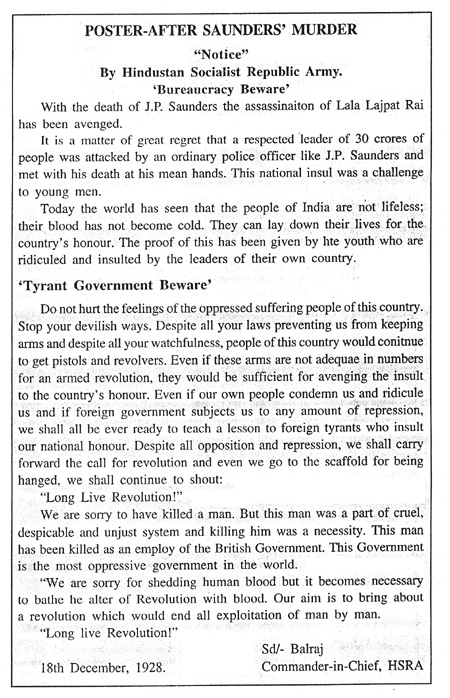
ソーンダーズ殺害後にHSRAが発行したパンフレット（チャンドラ・シェーカル・アーザードのペンネーム、「Balraj」のサインがある）

この事件に対する当時の反応は、後に表面化した好意的なものとは大きく異なっていた。HSRAとともにラホールでの抗議デモを組織したナウジャワーン・バーラト・サバーは、事件後、市民集会への出席者が激減したことに気づく。政治家、活動家、そしてラーイが1925年に創刊した『ザ・ピープル』をはじめとする新聞各紙は、暴力よりも非協力が望ましいということを強調した。国民会議派指導者のマハトマ・ガンディーもこの事件を時代錯誤的な行動として非難したが、ジャワハルラール・ネルーは、後にこう書いている。 
バガト・シンはテロ行為によって人気を得たのではない。彼がラーラー・ラージパト・ラーイの名誉を守り、そしてそれを通して国家の名誉をも守ったように思われたからである。彼は象徴となった。その行為は忘れられても、象徴は残る。数ヶ月のうちに、パンジャーブ地方の町々や村々、また北インドの他の地域でも、彼の名前が響き渡るようになったのである。

#### チャンナン・シン殺害
ソーンダーズを射殺した後、一団は地区警察本部の道路を挟んだ向かい側にある DAVカレッジのエントランスを通って逃走した。彼らを追いかけようとした巡査長のチャンナン・シンを、チャンドラ・シェーカル・アーザードが射殺した。その後、彼らは事前に手配した隠れ家に自転車で逃げ込んだ。警察は、彼らを捕まえるために大規模な捜索活動を開始し、市内のすべての出入り口を封鎖した。刑事捜査課（CID）はラホールから出るすべての若者を監視した。逃亡者たちは、その後2日間、身を隠していた。1928年12月19日、スクデフは、同じくHSRAのメンバーだったバグワティー・チャラン・ヴォーラの妻ドゥルガワティ・デーヴィー（Durga Bhabhi）に助けを求め、彼女はそれに応じた。

#### ラホールからの逃走
シンとラージグルは、装填済みのリボルバーを持ち、翌朝早く家を出た。シンは髪を切り、髭を剃り、短く刈り込んだ髪の上から帽子をかぶって洋装をした。シンとデーヴィーが若い夫婦に見えるよう、デーヴィーが眠る子供を抱き、ラージグルはその召使を装って荷物を運んだ。駅に着くと、シンが身分を隠して切符を買うことに成功し、3人はカウンポール行きの列車に乗り込んだ。ハウラー駅のCIDはラホールからの直行列車の乗客を監視していたため、カウンポールでラクナウ行きの列車に乗り換えたのである。ラクナウに着くと、ラージグルはヴァーラーナシーへ、シン、デーヴィーと子どもはハウラーへそれぞれ出発し、数日後にはシン以外の全員がラホールへ戻った。

### デリー議会爆弾投擲事件と逮捕
シンはしばらくの間身を隠し、イギリスに対する反乱を鼓舞する手段として、語りの力を利用した。幻灯機を購入し、カーコーリー列車強盗事件で処刑されたラームプラサード・ビスミルなどの革命家について語りながらそれを盛り上げるスライドを上映した。1929年、彼はHSRAに、自分たちの目的を大々的に周知するための過激な行動を提案した。パリの代議院を爆破したフランスのアナキスト、オーギュスト・ヴェイヤンに影響されたシンの計画は、中央立法議会内で爆弾を爆発させるというものであった。表向きの目的は、議会で否決されたにもかかわらずインド総督の特別権限で制定された公安法（Public Safety Bill）および貿易紛争法（Trade Dispute Act）への抗議だったが、実際には、事件を起こして逮捕され出廷することで、自分たちの目的を宣伝する舞台を作ることであった。
HSRAの指導部は当初、シン本人が爆弾テロに参加することに反対していた。ソーンダーズ狙撃事件への関わりがあるシンは、逮捕されれば死刑になると考えていたからである。しかし最終的には、彼こそが最大の適任者であると判断した。
1929年4月8日、シンは、バトゥケシュワル・ダットとともに、開会中の立法議会の傍聴席から2つの爆弾を投げ込んだ。なお、このとき審議されていたのは「労働争議法案」であった。爆弾は意図的に威力を弱めて作られており、殺傷能力を持たないものだったが、インド総督行政参事会（内閣にあたる組織）の財務委員だったジョージ・アーネスト・シュスターら数人が負傷した。爆弾の煙が会場に充満していたため、シンとダットは、逃げようと思えば逃げられた可能性がある。しかし、2人はそこに留まり、"Inquilab Zindabad!"（「インキラーブ・ジンダーバード」、革命万歳）のスローガンを叫びながらビラを撒いた。2人は即座に逮捕され、その後デリーの刑務所を転々とすることになる。

### 裁判
歴史学者のNeeti Nairによれば、「このテロ行為に対する世間の批判ははっきりしていた」という。ガンディーは再び、彼らの行為を容認しないとする強い言葉を発した。にもかかわらず、投獄されたシンは意気軒昂とし、その後の法的な手続きを「ドラマ」と呼んだと伝えられている。シンとダットは、後にこの批判に応えて「議会爆破声明」を書いた。
我々は、言葉では言い表せないほど、人の命を神聖視している。我々は卑劣な暴挙の加害者でもなければ、ラホールの『トリビューン』紙や他の一部の人々が信じているような「狂人」でもない。攻撃的に行使される力は「暴力」であり、それゆえ道徳的に正当化できない。しかし正当な目的を助けるために使われる場合は、道徳的な正当性を持つのである。
5月の予備審問を経て、6月第1週に裁判が開始された。6月12日、「違法に、かつ悪意を持って、生命を危険にさらす可能性のある爆発を引き起こした」 として両名に無期懲役の判決が下された。ダットの弁護はアサフ・アリが担当し、シンは自ら弁護を行った。この裁判で提出された証言の正確さについては疑問が呈されている。重要な食い違いの1つとして、シンが逮捕されたときに持っていた自動拳銃に関するものがある。目撃者の一部は彼が2-3発発砲したと証言した一方、彼を逮捕した巡査部長は、銃を取り上げたとき、銃は下を向いており、シンは「それをもてあそんでいた」と証言している。India Law Journal誌の記事によると、検察側証人は証言について指示を受けており、証言は不正確で、シンは自らピストルを引き渡したのだという。

#### 関係者の逮捕
1929年、HSRAはラホールとサハーランプルに爆弾工場を作っていた。1929年4月15日、ラホールの爆弾工場が警察に発見され、スクデフ、キショリ・ラール、ジャイ・ゴーパルらHSRAのメンバーが逮捕された。それからまもなくサハーランプルの工場にも捜索が入り、仲間の一部が情報を提供してしまう。新たな情報を得た警察は、ソーンダーズ殺害事件、議会爆弾投擲事件、および爆弾製造という3本の糸を撚り合わせることができるようになった。これにより、シン、スクデフ、ラージグルとその他21名がソーンダーズ殺害の罪で起訴された。

#### ハンガー・ストライキ
シンは、仲間のHans Raj Vohraとジャイ・ゴーパルの供述を含む実質的証拠に基づいて、ソーンダーズおよびチャンナン・シン殺害の容疑で再逮捕された。議会爆弾投擲事件で彼が受けた終身刑は、ソーンダーズ事件の判決が出るまで保留された。シンの身柄はデリーの刑務所からミアンワリ中央刑務所に送られた。そこで彼は、ヨーロッパ人の囚人とインド人の囚人の間の差別を目の当たりにした。彼は、自分も他の囚人たちと同様に政治犯だと考えていたが、デリーでは政治犯にまともな食事が提供されていたのに、ミアンワリではそうではなかったためである。常習犯のような扱いを受けていた他のインド人政治犯たちを率いて、シンはハンガー・ストライキという手段に訴えた。要求は、食事、衣類、洗面用具とその他の衛生用品、書籍、新聞などの平等な分配であった。刑務所内で単純労働や見苦しい仕事をさせるべきではないとも主張した。

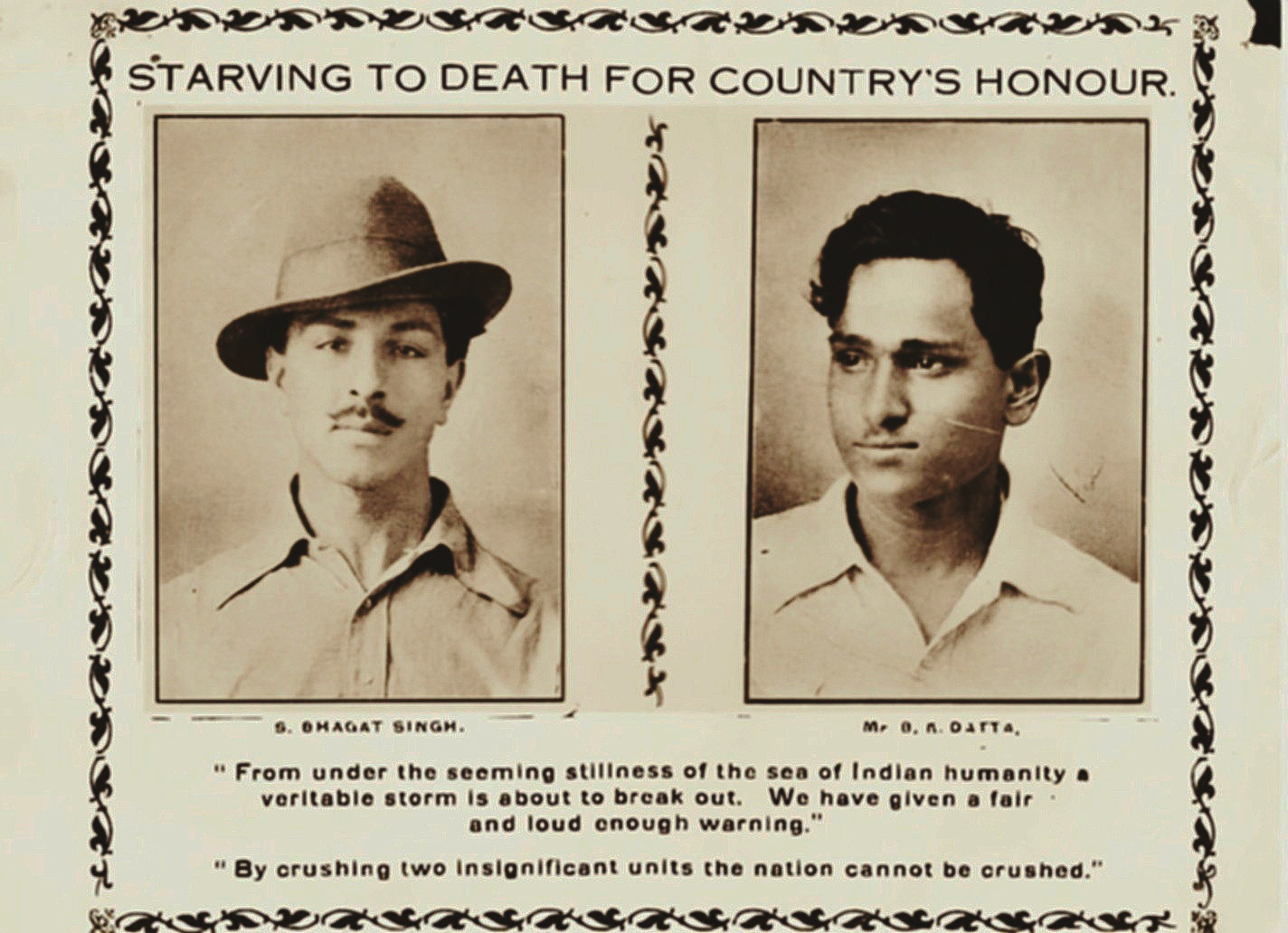
シンとダットのハンガー・ストライキに関するポスター

このハンガー・ストライキをきっかけとして、1929年6月ごろから、シンらに対する世論の支持が高まりを見せた。『ザ・トリビューン』紙は特に顕著で、ラホールやアムリトサルで行われた集会の模様を伝えている。政府は、集会を制限するために刑法第144条を適用せざるを得なかった。

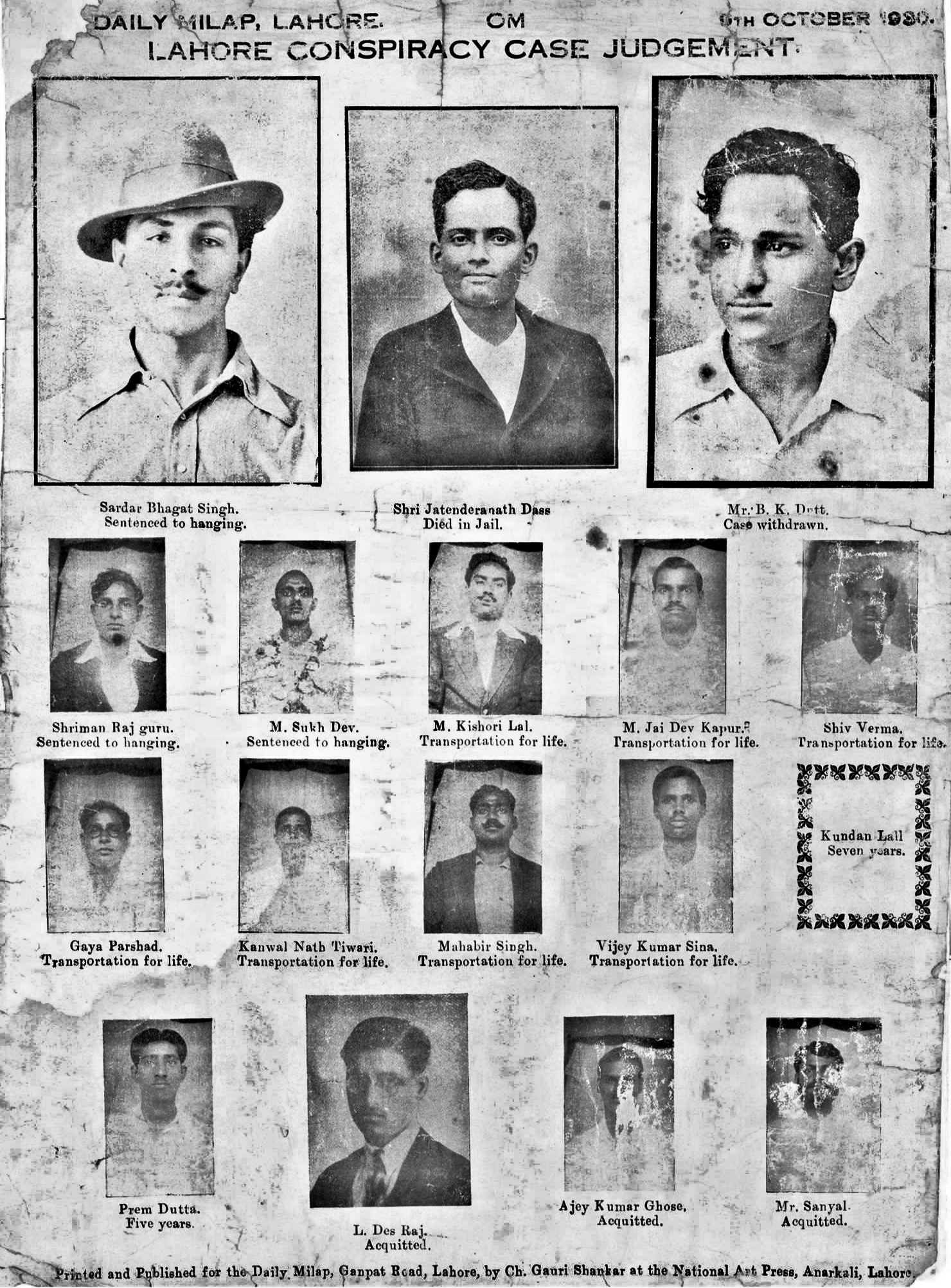
ラホール陰謀事件に関するDaily Milap（新聞社）のポスター（1930年）。シン、スクデフ、ラージグルの死刑宣告。

ネルーは、ミアンワリ中央刑務所でシンとその他のストライキ参加者たちに会った。会談の後、彼はこう述べている。
英雄たちの苦悩を目の当たりにして、非常に心が痛む。彼らはこの闘いに人生を賭けている。彼らは政治犯が政治犯らしく扱われることを望んでいるだけだ。私は、彼らの犠牲に成功という栄冠が輝くことを大いに期待している。
ジンナーは、議会でストライキ参加者を支持する発言をした。
ハンガー・ストライキをする者には魂が宿っている。その魂に駆動されて、自らの大義が正義であることを信じている……どんなに彼らのことを嘆じても、どんなに彼らが間違っていると言っても、人々が恨むのはシステム、この忌まわしい統治システムなのだ。
政府は、ストライキを打ち切らせようと居房にさまざまな食料を置いて、囚人たちの決意を試した。水差しはミルクで満たされ、囚人たちはのどを潤すかストライキを継続するか、どちらかを選ばねばならなかった。しかし誰一人として屈する者はなく、膠着状態が続いた。そこで当局は強制摂食を試みたが、これも抵抗にあった。問題の長期化を見たインド総督アーウィン卿は、シムラーでの休暇を切り上げて、刑務所当局と協議した。ハンガー・ストライキ参加者の活動が全国で国民の支持と関心を集めていたことから、政府はソーンダーズ殺害事件の裁判の開始を早めることを決定した（これを以後、ラホール陰謀事件と呼ぶ）。シンはラホールのボルスタル（少年院）監獄に移送され、1929年7月10日に裁判が始まった。シンら27名の囚人は、ソーンダーズ殺害のほか、スコット殺害の謀議、国王に対する戦争遂行などの罪に問われた。依然ハンガー・ストライキを続けていたシンは、ストレッチャーに載せられ、手錠をかけられて法廷まで運ばれてきた。彼はストライキを始めて以降、元の体重133ポンド（60kg）から14ポンド（6.4kg）減量していた。
政府は譲歩しはじめたが、「政治犯」の分類を認めるという核心的な問題に対しては対応を拒んだ。役人の目には、法を侵した者は、政治的行為ではなく個人的行為に及んだのであり、普通の犯罪者と同様に映ったのである。同じ監獄に収容されていたハンガー・ストライキ参加者のジャティン・ダースの病状は、このころにはかなり悪化していた。刑務委員会は、彼の無条件釈放を勧告したが、政府はこれを拒否し、保釈を申し出た。1929年9月13日、ダースは63日間のハンガーストライキの末に死亡した。国内のほぼ全ての民族主義指導者が、ダースの死に敬意を表した。カルカッタでは、2マイルもの行進が彼の遺体に続いたという。Mohammad AlamとGopi Chand Bhargavaは、抗議のためパンジャーブ州議会を辞職した。ネルーは、ラホールの囚人の「非人道的扱い」に対する問責として、中央議会で休会動議を提出した。シンは国民会議派の決議と父親の要望を聞き入れ、1929年10月5日、実に116日続いたハンガー・ストライキを終わらせた。この間、シンの人気はパンジャーブ州を越えて庶民の間に広がった。
シンは、C. H. Carden-Noad、Kalandar Ali Khan、Jai Gopal Lal、そして検事総長のBakshi Dina Nathからなる検察側と争うことになった。弁護側は8名の弁護士で構成されていた。被告人27名のうち最年少のPrem Dutt Vermaは、寝返って法廷で検察側証人になったゴーパルにスリッパを投げつけた。その結果、判事が被告人全員に手錠をかけるように命じ、これを拒否したシンらは容赦なく打ち据えられた。革命家たちは出廷を拒否し、その理由を様々にしたためた手紙をシンが判事に書き送った。判事は、被告人やHSRAのメンバー抜きで裁判を進めるように命じた。これはシンにとって、自らの考えを周知する場として裁判を利用するという当初の目的が挫折したことを意味した。

#### 特別法廷
なかなか進まない裁判を迅速に進めるため、1930年5月1日、アーウィン総督は非常事態を宣言し、この事件のために3人の高等法院判事からなる特別法廷を設置するという布告を発した。この決定により通常の司法手続きは短縮され、裁判後の上訴はイギリス本国の枢密院に対してしかできないことになった。
1930年7月2日、ヘイビアス・コーパス（人身保護令状）が高等法院に提出された。布告は権限踰越的で違法である、総督には司法判断の慣例を短縮する権限はない、との理由で異議が唱えられたのである。しかし、この請願は時期尚早であるとして却下された。1915年のインド防衛法では、法秩序の崩壊があった場合のみ、総督が布告によってこうした法廷を設置することができるとされていたが、今回のケースでは法秩序の崩壊は起こっていないとされた。
Carden-Noadは、強盗、武器弾薬の違法入手を含む政府側による罪状を提出した。ラホール警察署長G・T・H・ハミルトン・ハーディングの証言は、法廷に衝撃を与えた。彼は、パンジャーブの知事首席秘書官からの明確な命令に基づいて被告人に対する犯罪被害報告書（一次情報報告書、first information report）を提出したのであり、事件の詳細までは知らなかったと述べたのである。検察側は、HSRAでシンの仲間であったP. N. Ghosh、Hans Raj Vohra、Jai Gopalの証言を主な根拠とした。1930年7月10日、法廷は18人の被告人のうち15人だけを起訴することを決定し、翌日には彼らの請願を審理に付すことを許可した。裁判は1930年9月30日に終了した。起訴が取り下げられた3人の被告人の中には、議会爆弾投擲事件ですでに終身刑を宣告されていたダットも含まれていた。
この布告（と特別法廷）は、中央議会や英国議会を通していなかったため、1930年10月31日には失効する予定であった。期限が迫る10月7日、法廷はすべての証拠に基づいた300ページに及ぶ判決を下し、シン、スクデフ、ラージグルがソーンダーズの殺害に関与したことが証明された、と結論付けた。3名は絞首刑を宣告された。他の被告人のうち、3名（Ajoy Ghosh、Jatindra Nath Sanyal、Des Raj）は無罪、Kundan Lalは刑務作業7年、Prem Duttは同5年、残りの7名（Kishori Lal、Mahabir Singh、Bijoy Kumar Sinha、Shiv Verma、Gaya Prasad、Jai Dev and Kamalnath Tewari）には無期限の流罪が宣告された。

#### 枢密院への上訴
パンジャーブ州では、防衛委員会が枢密院への上訴計画を立案した。シンは当初、この上訴に反対していたが、上訴によってイギリス国内でHSRAの名が知れることを期待して、後にこれを承諾した。上訴人は特別法廷を設置した布告は無効だと主張したが、政府は、そうした法廷を設置する権限は間違いなく総督に与えられていると反論した。上訴は、判事のダニーデン子爵によって棄却された。

#### 判決に対する反応
枢密院への上訴が却下された後、1931年2月14日には会議派議長のマダン・モーハン・マーラヴィーヤがアーウィン総督に助命を嘆願する。囚人たちの一部は、マハトマ・ガンディーに仲裁の訴えを送った。1931年3月19日付のメモで、総督はこう記録している。
帰国後、ガンディーは私に、バガト・シンの事件について話をさせてくれないかと頼んだ。新聞は彼が3月24日に絞首刑になるという予定を報じたためだ。その日は、新しい国民会議の議長がカラチに到着する日であり、熱い議論が交わされるであろうから、なんとも残念な日取りである。私は彼に、この件に関して極めて慎重に考えたが、減刑を納得させるような根拠は見出せなかったと説明した。彼は私の説明に説得力を感じたようだった。
グレートブリテン共産党は、この事件に対して以下のように表明した。
政治的な事件との関連では例を見ないこの事件の経緯は、イギリス帝国主義政府が抱く肥大した欲望の結果としての冷淡さと残酷さの兆候を示している。それは抑圧された人々の心に恐怖を植え付ける。
シンら受刑者を刑務所から救出する計画も失敗に終わった。HSRAのメンバーであるドゥルガワティ・デーヴィーの夫バグワティー・チャラン・ヴォーラは、この計画のために爆弾を製造しようとしたが、これが暴発して死亡した。

### 死刑執行

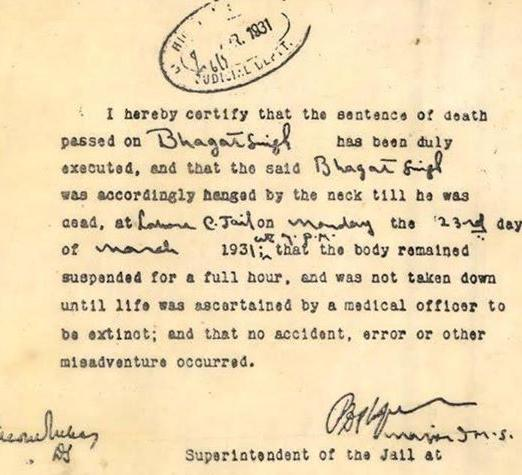
シンの死亡診断書

ラホール陰謀事件で死刑を宣告されたシン、ラージグル、スクデフの3人は、1931年3月23日午後7時30分、ラホールの刑務所で絞首刑に処された。翌3月24日の予定だった執行は11時間繰り上げられた。法律は絞首刑の監督者が必要とされていたが、当時シンの監督を名乗り出る判事はいなかったと報告されている。代わりに名誉裁判官が死刑執行を監督することとなり、彼が3枚の死刑執行令状へのサインも行った。元の令状は期限切れとなっていたためである。刑務所当局はその後、刑務所の後壁に穴を開けて死体を取り出し、ガンダ・シン・ワラ村の外で暗闇に紛れて3人を密かに火葬し、その灰をサトレジ川のフィールーズプルから約10キロメートル離れた地点に投棄した。

#### 法廷裁判への批判
シンらの裁判について、最高法院は「刑事法学の根本的な考え方に反する」と述べている。被告人に弁護の機会が与えられなかったためである。特別法廷は、通常の裁判における手続きから外れており、上訴もイギリス本国にある枢密院にのみしか認められなかった。法廷に被告人不在のまま、判決は一方的に（ex parte）下された。特別法廷を設置するために総督が提出した布告は、中央議会や英国議会で承認されることなく、結局、法律上も憲法上も尊厳を失ったままその役目を終えた。

#### 死刑執行に対する反応

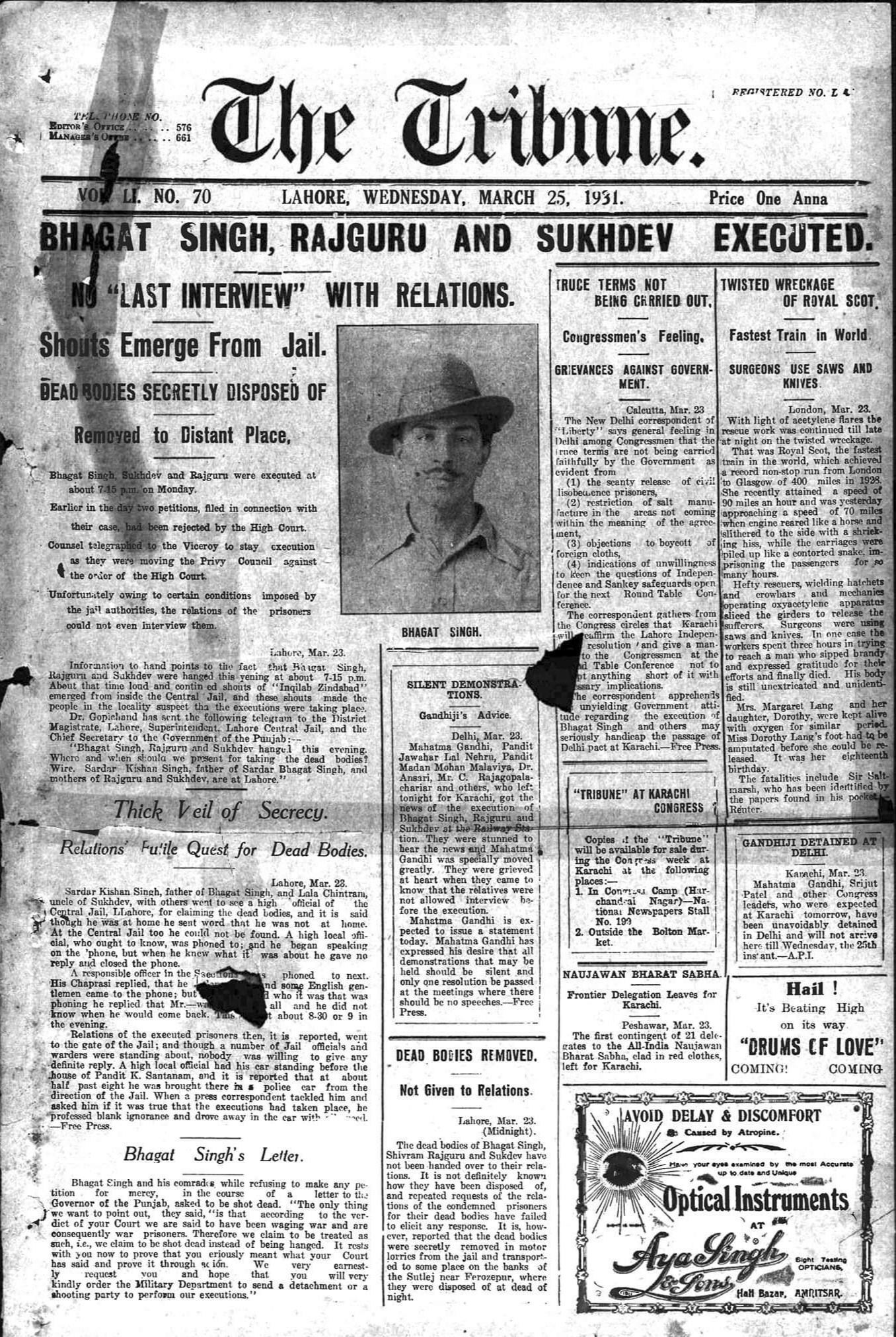
シンの死刑執行を伝える『トリビューン』紙の記事（1931年）

死刑執行は、カラチで開かれた国民会議の年次大会の前夜に行われたため、大きく報道された。「ガンディーを倒せ」と叫ぶ怒った若者たちによる黒旗のデモがガンディーを迎えた。『ニューヨーク・タイムズ』紙は以下のように報じている。
バガト・シンと2人の仲間の暗殺者の絞首刑に対するインドの過激派の反応の中には、英領インド諸州連合のカーンプルにおける恐怖の支配や、カラチ郊外の若者によるマハトマ・ガンディーへの攻撃が含まれていた。
追悼のためのハルタル、ストライキが実行された。カラチ大会の最中にあった国民会議は、こう宣言した。
当会議はいかなる形の政治的暴力とも結託しないし、それを認めないが、バガト・シン、スクデフ、ラージグルの勇気と犠牲に対する賞賛をここに記録し、彼らの命が喪われたことを遺族らとともに嘆き悲しむものである。
彼ら3名の処刑は、理不尽な報復行為であり、減刑を望む国民の一致した要求を意図的に無視したものである、と当会議は考える。当会議はさらに、［イギリス］政府は絶好の機会を失ったと考える。その機会とは、この局面において極めて重要となる二国間の親善を促進するとともに、絶望に駆られて政治的暴力に訴えざるを得なかった一つの政党を、平和的な方法へと引き入れるための機会である。
1931年3月29日付の『ヤング・インディア』誌上で、ガンディーは以下のように書いている。
バガト・シンと彼の二人の仲間が絞首刑に処された。国民会議は彼らの命を救うために手を尽くし、執行部も大きな希望を抱いていたが、すべては無駄に終わった。

バガト・シンは、生きることを望まなかった。彼は、謝罪することも、上訴することさえも拒否した。バガト・シンは、非暴力の信奉者ではなかったが、暴力の宗教を信奉していたわけではない。彼は、無力さのために、また祖国を守るために、暴力に走ったのだ。バガト・シンは最後の手紙の中で書いている。「私は、戦争中に逮捕された。私には必要なのは絞首台ではない。大砲の口に入れて、吹き飛ばしてくれ」と。この英雄たちは、死の恐怖を克服したのだ。彼らの英雄的行為に千回頭を下げよう。
しかし、私たちは彼らの行為を真似るべきではない。何百万人もの貧しく不自由な人々がいる私たちの土地で、もし私たちが殺人によって正義を求めるという道を選べば、恐ろしい事態が起こるだろう。私たちの貧しい人々は、私たちの暴虐の犠牲者となるのだ。暴力のダルマを設けることによって、私たちは自らの行為の果実を刈り取ることになるのだ。
それゆえ、私たちはこの勇敢な人々の勇気を賞賛こそすれ、彼らの活動を決して容認してはいけない。私たちのダルマは、怒りを飲み込み、非暴力の規律を守り、自分の義務を遂行することである。

#### ガンディーの役割
そのガンディーについては、シンの死刑を止める機会があった（のに止めなかった）とする主張がある一方で、処刑を止めるほどの影響力はなく、ましてや処刑に関して差配することもできなかったが、シンの命を救うために最善を尽くした、という説がある。ガンディー支持者は、独立運動においてシンが果たした役割は、独立運動の指導者としてのガンディーの役割を脅かすものではなく、彼がシンの死を望む謂われはないと主張する。ガンディーは常に、シンの愛国心を賞賛していると表明していた。また、シンの処刑には（さらに言えば死刑全般についても）反対であると述べ、自分にはそれを止める力はないと言っていた。シンの処刑に際して、ガンディーはこう述べている。
政府には確かに、彼らを絞首刑にする権利があった。しかし、それが名目上のものである場合にのみ、所有者に信用を与える類の権利というものがある。
また、死刑についてこう述べたこともある。
私の全良心に照らして、誰かが絞首台に送られることを容認することはできない。ただ神だけが、命を奪うことができる。神だけがそれを与えるからだ。
ガンディーは、ガンディー＝アーウィン協定によって、サティヤーグラハ運動のメンバーでない政治犯9万人を釈放させることに成功した。インドの雑誌『フロントライン』によれば、彼は1931年3月19日に行ったプライベートな訪問も含めて何度も、シン、ラージグル、スクデフの死刑の減刑を懇願したという。処刑当日の3月23日には、すでに手遅れだとは知らずに、総督へ宛てて3人の死刑の減刑を訴える手紙を書いていた。総督のアーウィン卿は、後にこう語っている。
私は、ガンディー氏が私の前で減刑のために今回の件について説明するのを聞きながら、まず、非暴力の使徒が、自分の信条と根本的に対立する信条を持つ信者のためにこれほど熱心に懇願するのはどうしてなのか、その意義を考えた。しかし私は、自分の判断が純粋な政治的配慮に左右されるのは、全く間違っていると考える。法の下で、刑罰がこれほど直接的に価値を持つケースは他に想像できない。
。

## 思想

### 共産主義
シンは、ガダル党の創設メンバーであるKartar Singh Sarabhaを自分の英雄と考えていた。同じくガダル党の創設メンバーであるバーイ・パルマナンドにも影響を受けていた。シンは、アナキズムや共産主義に惹かれていた。ミハイル・バクーニンの熱心な読者であり、カール・マルクス、ウラジーミル・レーニン、レフ・トロツキーも読んでいた。「若き政治活動家たちへ」という遺書の中で、彼は自らの理想を「新しい、すなわちマルクス主義に基づく社会再建」として打ち立てている。サティヤーグラハなど非暴力による抵抗を唱えたガンディー思想を信用せず、そのような政略は搾取する側を別のものに置き換えるだけだと考えていた。
1928年5月から9月にかけて、シンは『キルティ』誌にアナキズムに関する記事を連載した。彼は、大衆がアナキズムの概念を誤解していることを懸念し、「国民はアナキズムという言葉を怖がっている。アナキズムという言葉は乱用されすぎて、ここインドさえ革命派がアナキストと呼ばれて嫌厭されている」と述べた。アナキズムとは支配者の不在と国家の廃止を指すのであって、秩序の不在を指すのではないことをはっきりさせた上で、「インドにおいては、普遍的な兄弟愛という考え方や、サンスクリットのフレーズ Vasudhaiva Kutumbakam などが同様と意味を持っていると考えている」と続けた。
アナキズムの究極的な目標は、誰もが神や宗教に囚われることなく、金銭やその他の世俗的な欲望に狂うこともない、つまりは完全なる独立である。身体が鎖でつながれることもなく、国家によるコントロールもない。これはすなわち、教会、神、宗教、国家、私有財産の排除を目指すということを意味する
。
裁判中の1930年1月21日（レーニンの命日）、シンとHSRAの同志たちは、赤いスカーフを巻いて法廷に姿を現した。判事が椅子に座ると、彼らは「社会主義革命万歳」「共産主義インターナショナル万歳」「人民万歳」「レーニンの名は不滅なり」「帝国主義を打倒せよ」というスローガンを掲げた。そしてシンが電報の文章を読み上げ、それを第三インターナショナルに送るよう判事に求めた。その電報には、こう書かれていた。
レーニンの日に、私たちは偉大なレーニンの思想を継承するために何かを行っているすべての人々に心からの挨拶を送る。私たちは、ロシアが行っている偉大な実験の成功を祈る。私たちは、国際的な労働者階級運動の声に、私たちの声を合わせる。プロレタリアートは勝利する。資本主義は敗北する。帝国主義に死を。
歴史家のK・N・パニッカルは、シンをインドにおけるマルキスト初期のマルクス主義者の一人であるとしている。政治理論家のジェイソン・アダムスは、彼がマルクスよりもレーニンに夢中になっていたことを指摘している。1926年以降、彼は、インド国内外の革命運動の歴史を研究していた。獄中ノートでは、帝国主義や資本主義に関するレーニンの言葉や、トロツキーの革命思想が引用されている。
獄中でマルクス主義を系統的に学んでいた彼は、処刑当日もドイツのマルクス主義者クララ・ツェトキンの著書 Reminiscences of Lenin を読んでいた。最後の願いは何かと尋ねられると、自分は今レーニンの生涯を学んでおり、死ぬ前にそれをなし終えたいと答えた。

### 無神論
ガンディーが非協力運動を解散した後、ヒンドゥー教徒とイスラム教徒の暴動が勃発するのを見たシンは、宗教的なイデオロギーに疑問を抱くようになった。当初はイギリスと戦うことで団結していたはずのそれぞれのグループが、なぜ宗教の違いで激しく対立し得るのか、彼には理解できなかったのである。ここにおいてシンは、宗教は革命家の独立闘争の妨げになると考え、宗教的な信仰を捨て、バクーニン、レーニン、トロツキーといった無神論者の革命家の著作を研究し始める。また、Soham Swamiの著書『コモンセンス』にも関心を持っていた。
1930-31年、獄中のシンは、同じ受刑者のシク教指導者で、後にアカンド・キールタニ・ジャタ（Akhand Kirtani Jatha）という宗派を創立することになるランディール・シンから接触を受けた。シンの側近で、後に彼の著作を編纂したシヴァ・ヴェルマによれば、ランディール・シンはバガト・シンに神の存在を説こうとし、失敗すると彼を非難した。「あなたは名声に目がくらんで、うぬぼれている。それは神との間にそびえる黒いカーテンのようなものだ」。これに対し、バガットは『なぜ、私は無神論者であるのか』（"Why I Am an Atheist"）と題したエッセイを書き、彼の無神論が虚栄心から生まれたものなのかどうか、という疑念に応答した。エッセイの中で、彼は自分の信念を貫き、かつては全能の神を固く信じていたが、他人が敬愛する神話や信仰を信じる気にはなれなかったと述べている。宗教が死と向き合いやすくすることは認めるが、証明されていない哲学は人間の弱さの表れであるとも述べている。そうした文脈の中で、彼はこう指摘した。
神の起源について私の考えるところでは、人は自分の弱さ、限界、欠点に気づいたとき、想像によって神を創造したのだろう。そうすることで、あらゆる困難な状況に立ち向かい、人生で起こりうるあらゆる危険に立ち向かう勇気を得るとともに、繁栄や豊かさの中で暴走するのを抑えることができたのだろう。神は、その気まぐれな法則と親としての寛大さを伴って、さまざまな想像の色で描かれた。人間が社会にとって危険な存在にならないよう、神の怒りや戒めは度々伝えられ、抑止力として利用された。神は苦悩する魂の叫びであった。孤独で希望を無くした人間が苦悩するとき、父や母、姉妹や兄弟、友人のようにそこに在ると信じられていたからである。神は全能であり、あらゆることを可能にした。神という概念は、苦悩する人間の助けとなるのだ。
エッセイの終盤で、シンはこう書いている。
私がどれだけ不動であるか、教えよう。友人の一人が私に、祈るよう言った。私が無神論者であることを告げると、彼は言った。「君の最後の日が来れば、君は信じ始めるだろう」。私は言った。「いや、親愛なる友よ、決してそんなことはない。それは堕落であり、秩序の崩壊である。そのような些細な利己的な動機のために、私は決して祈ることはないだろう」と。読者諸君よ、これは虚栄心だろうか？もしそうだと言うならば、私は虚栄心を支持する。

### 「思想を殺すこと」
1929年4月8日に中央立法議会でまいたビラの中で、彼は「個人を殺すのは簡単だが、思想を殺すことはできない。巨大な帝国はことごとく崩れ去ったが、思想は生き残った」と述べている。獄中で、シンと他の2人はアーウィン卿に手紙を書き、彼らを戦争捕虜として扱うこと、つまり絞首刑ではなく、銃殺刑とすることを求めた。シンの友人Prannath Mehtaは処刑3日前の3月20日に、寛大な処置を求める手紙の草稿を持って彼を訪ねたが、シンは署名を拒否した。

## 影響と記念

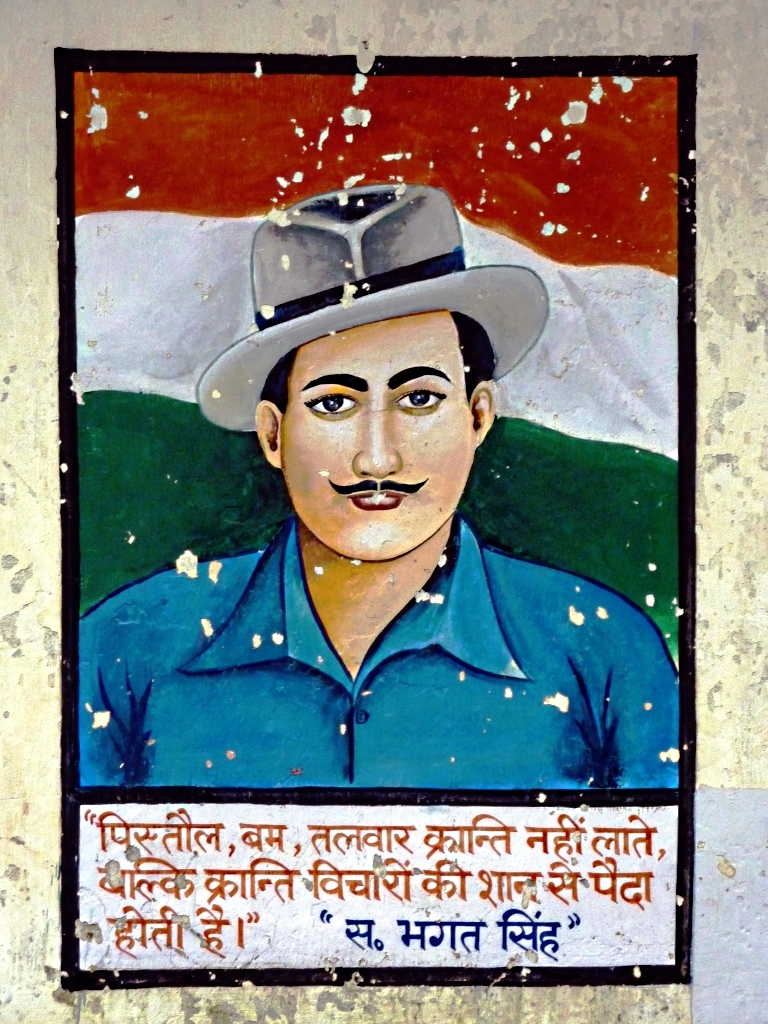
シンのウォールペインティング（ヒマーチャル・プラデーシュ州レワルサル）

### 死後の影響力
バガト・シンは今日に至るまで、インドの象徴的人物として重要な存在であり続けている。スバス・チャンドラ・ボースは、「バガト・シンは、若者たちの間で新たな目覚めの象徴となった」と述べた。ネルーは、バガト・シンの人気が新しい国家の覚醒につながっているとした上で、次のように述べた。「彼は、野原で敵に立ち向かった清廉な戦士であった……彼はまるで火花だった。一瞬にして燃え上がり、その炎は国の端から端まで広がって、いたるところに蔓延していた闇を払拭していった」。シンの絞首刑から4年後、情報局長のホレス・ウィリアムソン卿は、「彼の写真はあらゆる都市や町で売られ、一時はガンディーその人にも匹敵するほどの人気ぶりだった」と書いている。インドの若者たちは、21世紀に入ってからもシンから大きな影響を受けている。2008年にインドの雑誌『インディア・トゥデイ』が行った投票では、ボースやガンディーを差し置いて「最も偉大なインド人」に選ばれている。

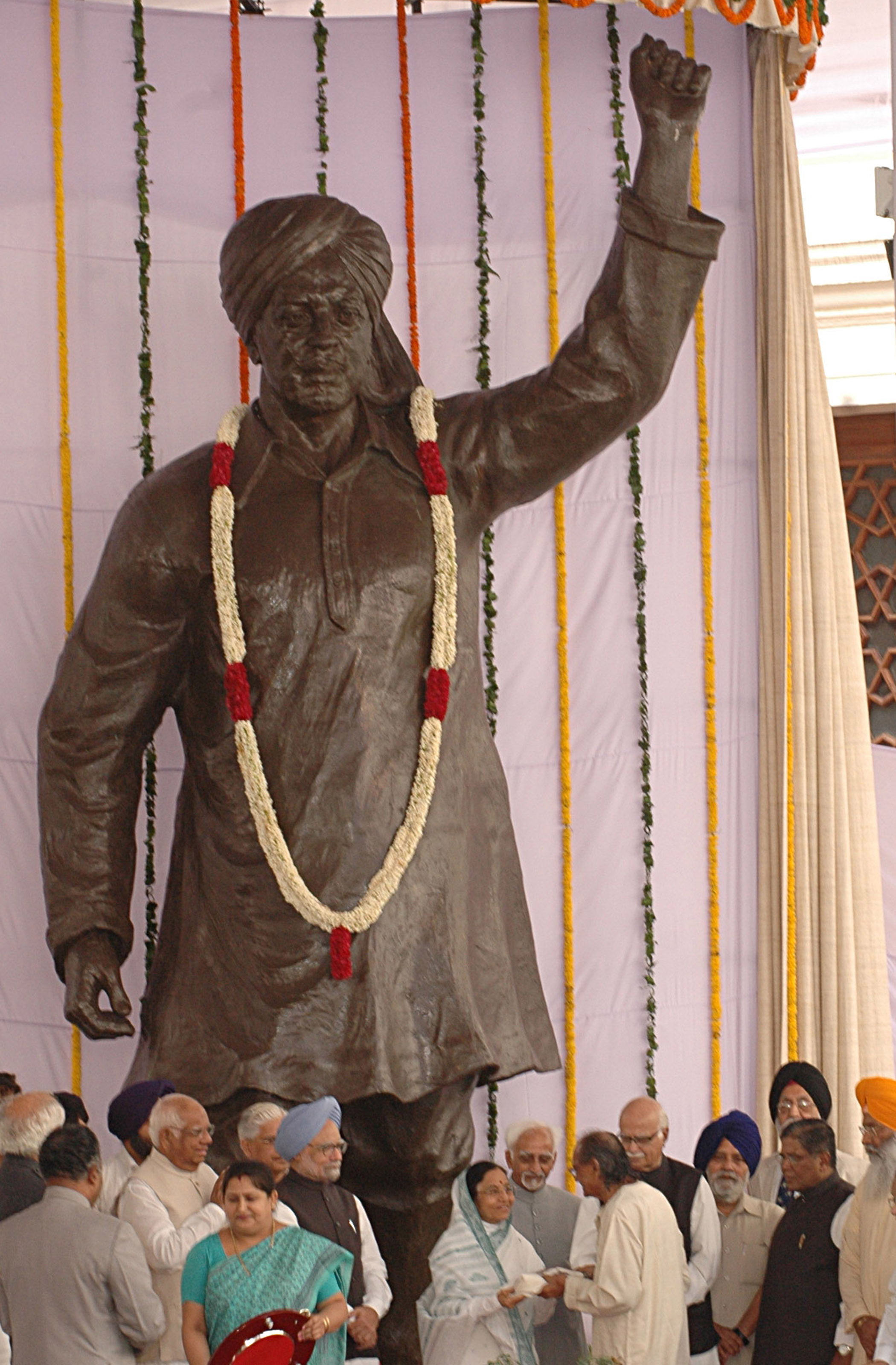
2008年8月15日、ニューデリーの国会議事堂で除幕されたバガト・シンの像と、制作した著名な彫刻家ラーム・V・スタールに敬意を表する当時の大統領プラティバ・パティル。

インドにおけるバガト・シンの切手（1968年）

ただし、彼の名声は死後も定型的に分類されることを拒み、それを私物化しようとするさまざまなグループに対して問題を提起している。インドの連邦制、ナショナリズムと開発の研究を専門とするプリータム・シン教授は次のように指摘する。
バガト・シンは、インド政治におけるほとんどあらゆる勢力に対する挑戦を体現している。ガンディーに影響を受けたインド民族主義者、ヒンドゥー国家主義者、シク国家主義者、議会制左派、武装闘争を推進するナクサライト左派が、バガト・シンの遺産を利用しようと相争っているが、彼の後継者を名乗ろうとすると皆それぞれが矛盾に直面してしまう。ガンディー影響下のインド民族主義者はバガト・シンが暴力へ訴えたことを問題視するし、ヒンドゥー教やシク教の国家主義者は彼の無神論を問題視する。議会制左派は彼の思想と行動をよりナクサライトの視点に近いものとして捉えるし、そのナクサライトは彼の晩年の個人テロ批判が不快な歴史的事実であると感じている。

### 功績の記念
インド国内においてシンを讃え、その功績を留めようとする動きは枚挙に暇がない。
- 2008年8月15日、インド国会内のインディラ・ガンディー、スバス・チャンドラ・ボースの銅像の隣に、高さ18フィートのシンの銅像が設置された[102]。また、国会議事堂の壁には、シンとダットの肖像画が飾られている[103]。

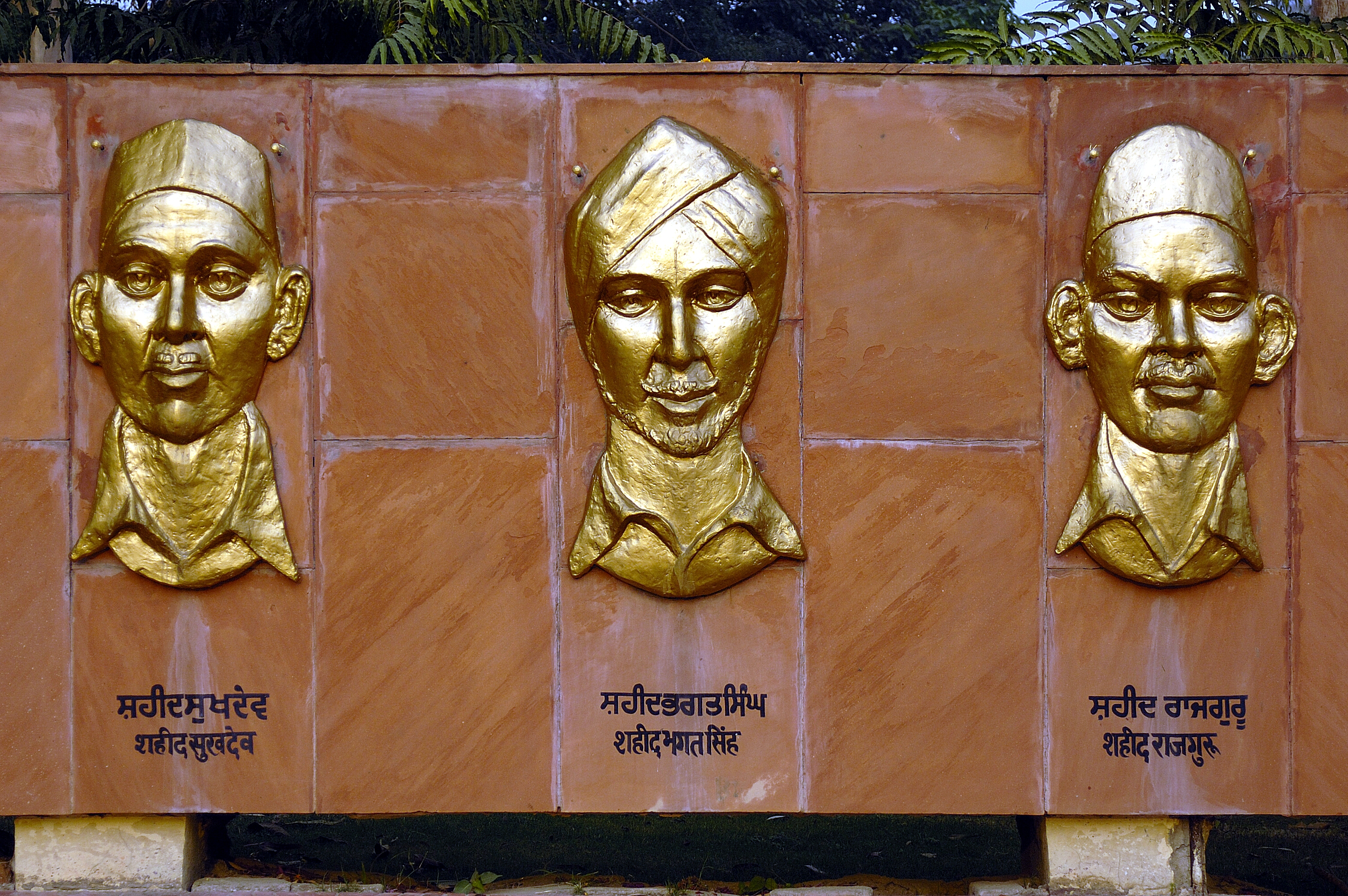
バガト・シン、スクデフ、ラージグルを讃えてフサイニワラに設置された国家殉教者記念碑。

- サトレジ川沿いのフサイニワラにあるシンが火葬された場所は、分離独立の際にパキスタン領となったが、1961年1月17日、スレマンキ頭首工付近の12村と引き換えにインドに移管された。バトゥケシュワル・ダットは、1965年7月19日、遺志によってシンの母ヴィディヤヴァティと同様にここで荼毘に付された[67][104]。1968年、火葬場所に国立殉教者記念館が建てられ、シン、ラージグル、スクデフの記念碑も設置された[105]。1971年の第三次印パ戦争で、記念館は損害を受け、殉教者たちの像もパキスタン軍によって撤去された。これらは返還されていないが、記念館は1973年に再建されている[67][106][104]。
- Shaheedi Mela (パンジャーブ語で「殉教者フェア」) が、毎年3月23日（3人の命日）に国立殉教者記念館で開催され、人々が敬意を表する機会となっている[107]。この日を祝う光景はインドのパンジャーブ州全域で見られる[108]。
- Shaheed-e-Azam Sardar Bhagat Singh Museum （偉大なる殉教者・サルダール・バガト・シン博物館）が、シンの死後50周年を記念して、彼の先祖代々の村、Khatkar Kalanで開館した。シンの遺灰、血のついた砂、遺灰を包んだ血のついた新聞紙などが展示されている[109]。また、Kartar Singh Sarabhaが死刑判決を受けた最初のラホール陰謀事件の判決文の紙葉にシンがメモをしたもの、ラホールの監獄でシンに渡され、彼のサインの入っている『バガヴァッド・ギーター』のコピー、その他の所持品も展示されている[109][110][111]。
- 2009年には、シンの記念碑が1億6800万ルピー（210万米ドル）をかけてKhatkar Kalanに作られた[112]。
- インド最高裁判所は、インド司法制度の歴史における顕著な事件を展示する博物館を設立し、いくつかの歴史的な裁判の記録を展示している。最初に企画された展示が「バガト・シン裁判」であり、シンの生誕100周年記念日にあたる2007年9月28日に開幕した[68][53]。

- 生誕100周年の年には、知識人グループがバガト・シンと彼が掲げた理想を記念してバガト・シン・サンスタンという団体を設立した[113]。
- インドの国会は、2001年と2005年の3月23日にシンを追悼し、敬意を表して黙祷を捧げた[114][115]。
- パキスタンでは、バガト・シン記念財団の活動家たちの長年の要求により、シンが処刑されたラホールのシャドマン・チョウク広場がバガト・シン・チョウクに改名された。なおこの改名には、パキスタン裁判所で異議申し立てが行われ、受理された[116][117]。このため2015年9月6日、バガト・シン記念財団はラホール高等裁判所に請願書を提出し、広場をバガト・シン・チョウクに再び改名することを要求した[118]。
- 1968年、インドではシンの生誕61周年を記念して切手が発行された[119]。2012年には、シンを記念した5ルピー硬貨が発行された[120]。

### 文化的影響

#### 映画とテレビ番組
シンの生涯を描いた映画は何本も作られている。その先駆けは、プレム・アディブがシン役を演じた『Shaheed-e-Azad Bhagat Singh』（1954年）である。その後、シャンミー・カプールが主演した『Shaheed Bhagat Singh』（1963年）、マノージュ・クマールが主演した『Shaheed』（1965年）、ソム・ダットが主演した『Amar Shaheed Bhagat Singh』（1974年）と続いた。2002年にはシンに関する3本の映画が公開された。『Shaheed-E-Azam』『23 March 1931: Shaheed』『The Legend of Bhagat Singh』の3本で、それぞれソーヌー・スード、ボビー・デーオール、アジャイ・デーヴガンがそれぞれシン役を演じた。同年にはアナンド・サガル監督、ラマナンド・サガル脚本・制作のドラマ映画『Bhagat Singh』がDDナショナル（国営の公共エンターテインメントテレビチャンネル）で放映された。ディーパック・ダッタが主役を演じた。
シンの時代の革命家と現代インドの若者との類似性を描いた2006年の映画『Rang De Basanti』では、Siddharthがシンの役を演じた。また、インデペンデント系映画では、Rahul Pathakが主演した『Shaheed-E-Aazam』（2018年）でも同様のアプローチが取られている。グルダス・マーンとアモール・パラシャールは、ウダム・シンの生涯を題材にした映画『Shaheed Udham Singh』『Sardar Udham』でそれぞれバガト・シン役を演じた。カラム・ラージパルは、チャンドラ・シェーカル・アーザードの生涯を描いたスター・バーラト・チャンネルのテレビシリーズ「Chandrashekhar」でシン役を演じた。
2008年、ネルー記念博物館・図書館（NMML）と非営利団体アクト・ナウ・フォー・ハーモニー＆デモクラシー（Act Now for Harmony and Democracy、ANHAD）は、バガト・シンに関する40分のドキュメンタリー『Inqilab』を共同制作した。監督はガウハー・ラザである。

#### 演劇
シン、スクデフ、ラージグルは、インドやパキスタンで多くの演劇のインスピレーションとなり、観客を魅了し続けている。

#### 楽曲
愛国的なヒンドゥスターン歌謡であるBismil Azimabadiの「Sarfaroshi Ki Tamanna」（「犠牲への願い」）とRam Prasad Bismilの「Mera Rang De Basanti Chola」（「母よ！我が衣を春の色に染めてください」）は、シンとのつながりが深く、多くの関連映画でも使用された。

## 著作
- Singh, Bhagat (27 September 1931) (英語). Why I Am an Atheist. New Delhi: National Book Trust. ISBN 978-1-983124-92-1
- Singh, Bhagat (2007). Bhagat Singh : ideas on freedom, liberty and revolution : Jail notes of a revolutionary. Gurgaon: Hope India. ISBN 9788178710563. OCLC 506510146
- Singh, Bhagat; Press, General (31 December 2019) (英語). Jail Diary and Other Writings. GENERAL PRESS. ISBN 978-93-89716-06-1
- Singh, Bhagat (28 January 2010) (英語). Ideas of a Nation: Singh, Bhagat. Penguin Books Limited. ISBN 978-81-8475-191-8
- Singh, Bhagat; Press, General (2 October 2019) (英語). No Hanging, Please Shoot Us. GENERAL PRESS. ISBN 978-93-89440-70-6
- Singh, Bhagat (2020). The Complete Writings of Bhagat Singh : Why I am an Atheist, The Red Pamphlet, Introduction to Dreamland, Letter to Jaidev Gupta ... and other works.. Chicago: DXBooks. ISBN 9782291088691. OCLC 1153081094
- Singh, Bhagat (2009). Selected works of Bhagat Singh. Big Red Oak. ISBN 978-1-4495-5861-1
- Singh, Bhagat (2007). Śahīda Bhagata Siṃha : dastāvejoṃ ke āine meṃ. Naī Dillī: Prakāśana Vibhāga, Sūcanā aura Prasāraṇa Mantrālaya, Bhārata Sarakāra. ISBN 9788123014845. OCLC 429632571
- Singh, Bhagat (15 August 2019) (英語). Letter to my Father. Sristhi Publishers & Distributors
- Singh, Bhagat (2008) (ヒンディー語). Bhagatasiṃha ke rājanītika dastāveja. National Book Trust. ISBN 978-81-237-5109-2
- Singh, Bhagat (2010) (ウルドゥー語). Bhagat Singh ke siyāsī dastāvez. National Book Trust, India